# 塞尔谢
塞尔谢（法語：Cercié，法語發音：[sɛʁsje]）是法国罗讷省的一个市镇，属于索恩河畔自由城区。

## 地理
塞尔谢（46°7'11"N, 4°40'14"E）面积4.94 平方千米，位于法国奥弗涅-罗讷-阿尔卑斯大区罗讷省，该省份为法国中东部省份，北起顺时针与索恩-卢瓦尔省、安省、里昂大都会、伊泽尔省和卢瓦尔省接壤。
与塞尔谢接壤的市镇（或旧市镇、城区）包括：维列莫尔贡、博若莱地区坎谢、雷涅-迪雷特、圣拉热、博若莱地区贝尔维尔。

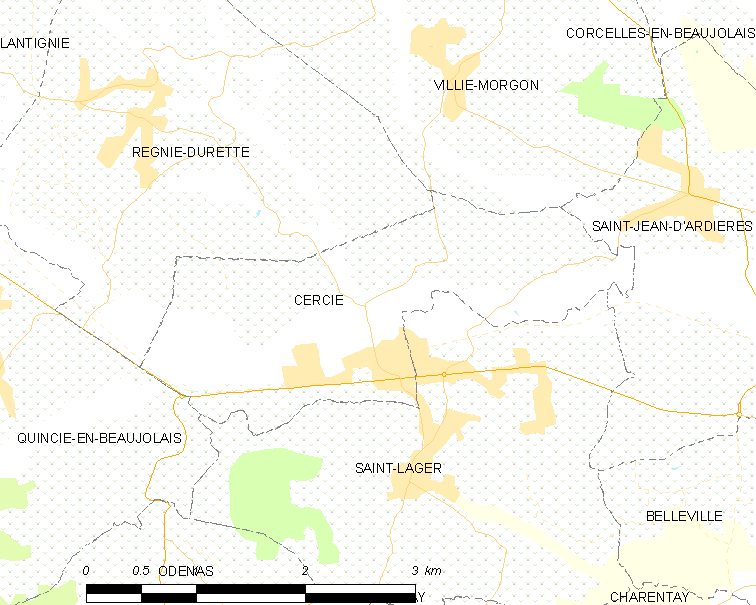
塞尔谢的OSM定位图

塞尔谢的时区为UTC+01:00、UTC+02:00（夏令时）。

## 行政
塞尔谢的邮政编码为69220，INSEE市镇编码为69036。

## 政治
塞尔谢所属的省级选区为博若莱地区贝尔维尔县。

## 人口

1962-2008年间塞尔谢人口变化图示

塞尔谢于2022年1月1日时的人口数量为1135人。